# Morningrise
Morningrise è il secondo album in studio del gruppo musicale svedese Opeth, pubblicato in Europa dalla Candlelight Records nel 1996, in Giappone dalla Avalon Records, negli Stati Uniti d'America nel 1997 dalla Century Media Records. È stato ristampato nel 2000 dalla Candlelight Records.

## Descrizione
Morningrise continua, sulle orme del precedente Orchid, ad esplorare le dinamiche nella combinazione di voci e chitarre death metal con elementi più melodici e progressivi.
Morningrise contiene cinque canzoni, ognuna delle quali supera i 10 minuti. Black Rose Immortal dura poco più di 20 minuti ed è la canzone più lunga che il gruppo abbia composto. The Night and the Silent Water, una canzone che parla del nonno di Mikael Åkerfeldt deceduto al tempo della registrazione del disco, non è mai stata suonata dal vivo per dieci anni dalla registrazione, quando nel 2006 Åkerfeldt decise di proporla durante il tour di quell'anno.
L'immagine sulla copertina rappresenta il Palladian Bridge, nel Prior Park a Bath, in Inghilterra.
Nel 2000 la Displeased Records ha pubblicato un'edizione limitata (mille copie) in due LP, contenente la traccia bonus Eternal Soul Torture.

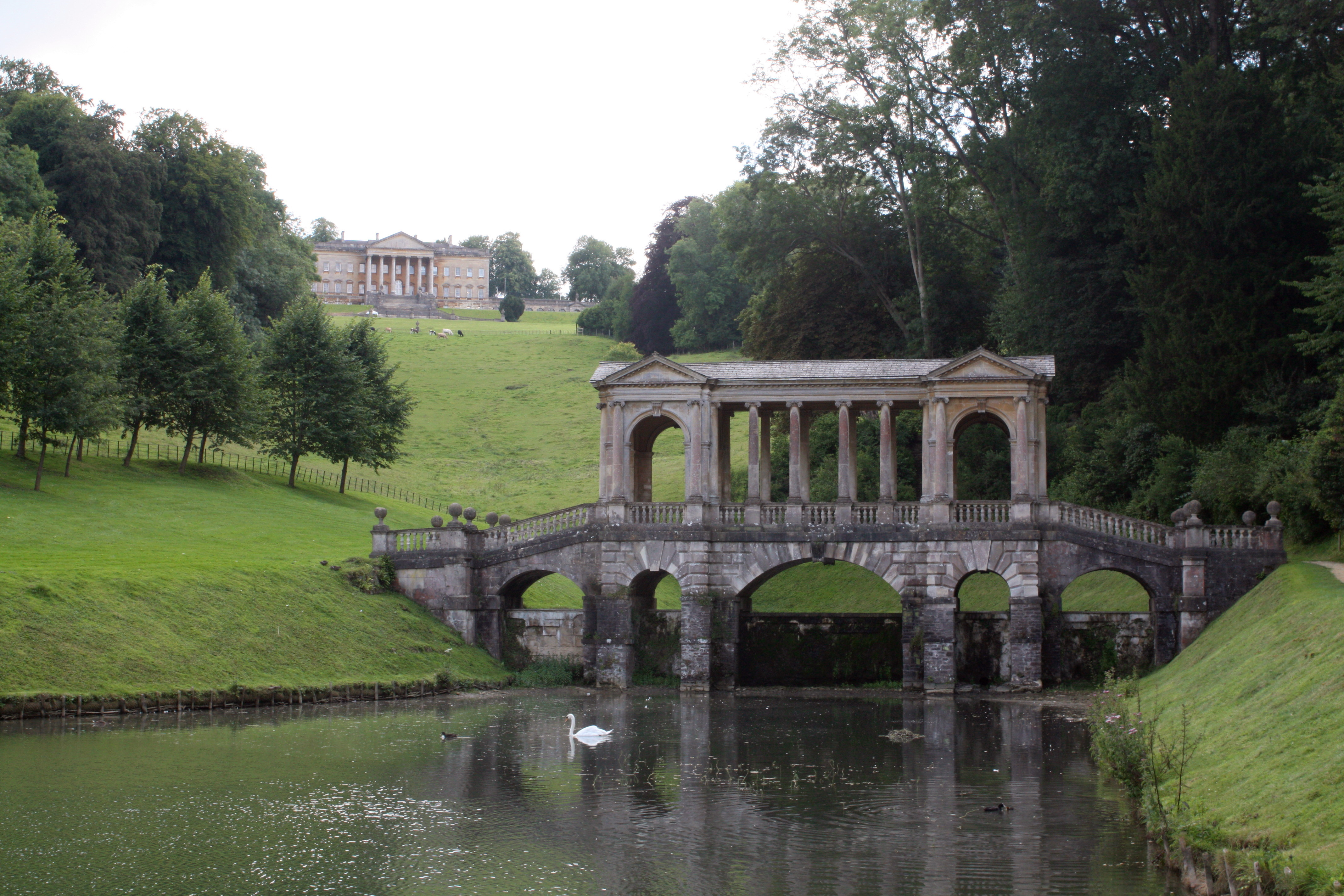
Il Palladian Bridge al Prior Park a Bath (Inghilterra) che compare nella copertina.

## Tracce
1. Advent – 13:46
2. The Night and the Silent Water – 11:00
3. Nectar – 10:09
4. Black Rose Immortal – 20:14
5. To Bid You Farewell – 10:57

Traccia bonus nella riedizione del 2000
1. Eternal Soul Torture – 8:35

## Formazione
- Mikael Åkerfeldt - Chitarra, voce
- Peter Lindgren - chitarra
- Johan DeFarfalla - Basso
- Anders Nordin - batteria

## Classifiche
| Classifica (2021) | Posizione massima |
| ----------------- | ----------------- |
| Grecia            | 42                |